# Mx.
Mx. (geralmente pronunciado/məks/,/mɪks/ ou/mʌks/ e por vezes/ɛmˈɛks/) é um título honorífico neologístico de língua inglesa que não indica gênero. Ele foi desenvolvido como uma alternativa aos títulos honoríficos comuns de gênero, como Sr. e Sra. (em inglês:  Mr. e Ms.), no final dos anos 1970. Ele tem sido usado por pessoas não binárias, bem como por aqueles que não desejam implicar um gênero em seu título. É um título gênero-neutro que agora é amplamente aceito pelo Governo do Reino Unido e por muitas empresas no Reino Unido. Ele está incluído em muitos dos principais dicionários de inglês.

## Etimologia
A palavra foi proposta pela primeira vez no final dos anos 1970. O "x" pretende ser um caractere curinga, significando "todo e qualquer gênero" e não "gênero misto" como poderia supor-se da pronúncia /mɪks/ (mix; em português: mistura). 

## Uso
Em 2013, Brighton and Hove City Council em Sussex, Inglaterra, votou para permitir o uso de Mx nos formulários do conselho, e em 2014 o Royal Bank of Scotland incluiu o título como uma opção para os clientes. Em 2015, o reconhecimento se espalhou mais amplamente pelas instituições do Reino Unido, incluindo o Royal Mail, agências governamentais responsáveis por documentos como passaportes e carteiras de motorista, a maioria dos grandes bancos, várias outras empresas e a instituição de caridade Battersea Dogs & Cats Home do Reino Unido.
O título agora é aceito pelo Departamento de Trabalho e Pensões, HM Revenue and Customs, o National Health Service e muitos conselhos, universidades, seguradoras e varejistas de serviços públicos no Reino Unido. A Câmara dos Comuns do Reino Unido confirmou em 2015 que aceitaria o uso de Mx por deputados.
Em 2015, Mx foi incluído no Oxford English Dictionary. Em 2016, o Metro Bank se tornou o primeiro banco no Reino Unido a oferecer o Mx em seus formulários (embora outros bancos tenham alterado os registros para o Mx antes disso). Em 2017, os bancos do Grupo HSBC anunciaram a adição do Mx ao lado de vários outros títulos de gênero neutro como opções para seus clientes. O anúncio de 30 de março do HSBC coincidiu com o Dia Internacional da Visibilidade Transgênero, comemorado no dia seguinte.
Embora Mx continue incomum nos Estados Unidos, em abril 2016 foi adicionado ao Merriam-Webster Unabridged Dictionary.
Mixter às vezes é tratado como uma forma aumentativa do título (como Mister é de Mr). Outras vezes mix ou mux. Um estudo informal em 2019 descobriu que 1,9% dos 896 participantes em todo o mundo cujo título era Mx o pronunciam "mixter". Mixt ou mistix pode ser considerada a versão demigênera de Mx.

## Tradução
Em português, é possível encontrar propostas epicenas para neutralizar ou ambiguar Senhor e Senhora, como por parênteses, em Sr(a). e Senhor(a), barras, em "Senhor/Senhora" e desdobramento de o-agudo e ausência de sufixo -a, em Senhór(es) ou a terminação em um e-agudo não tônico, indicada pelo acento grave (`), em Senhorè(s).
Ainda que não tenha o mesmo propósito, V. Sa. ou Vossa Senhoria, assim como outros títulos honoríficos, não atribui gênero ao indivíduo.

### Senhore
Senhore (geralmente pronunciado como Senhóre para evitar homofonia com o masculino no plural), pode ser uma tradução mais acessível dentro da língua portuguesa, para expressar ambiguidade ou neutralidade de gêneros, sendo sua abreviação Sre. ou Sr.ᵉ, paralela a Sra/Sr.ª. e Sr./S.ᵒʳ. Sr*. e Sr.* são outras alternativas usando asterisco. O cantor e ator brasileiro Fiuk, durante o Big Brother Brasil 21, ampliou a visibilidade de senhore como pronome de tratamento, pronunciando-o "senhôre" ao afirmar: “Não se fala mais senhora nem senhor: é senhore.” A abreviatura plural costuma ser Sres., Sr.ᵉˢ ou Sr.ᵃᵉˢ, ao invés de Sr.(es/as) ou Srs. (que é masculino), enquanto o aumentativo plural proposto neutro é Senhories, Senhorès, Senhoraes/Senhoræs ou mesmo Senhóres.
Senhorite, abreviado a Srt.e Srt.ᵉ, Srte. e Sr.te, é uma alternativa a Srt.a, Srt.ª, Srta. e Sr.ᵗᵃ, também de Srt.(o), Srt.º, Srto. e Sr.ᵗᵒ, traduzindo señorite, sendo o plural senhorites Srt.es, Srt.ᵉˢ, Srtes. e Sr.ᵗᵉˢ.
Senhorx, Srx. ou Sr.ˣ também já foi usado para designar uma não-especificação de gênero para os títulos honoríficos.

### Done
Done, De. ou D.ᵉ, e Donx, Dx. ou D.ˣ, também surgiram para os títulos Dom, D. ou D.ᵒ, e Dona, Da. ou D.ª. O uso de asterisco também aparece em D.*, D*. e Don*.